# Sandro Alex
Sandro Alex Cruz de Oliveira, mais conhecido como Sandro Alex (Ponta Grossa, 25 de novembro de 1972), é um radialista, advogado e político brasileiro, filiado ao Partido Social Democrático (PSD). Foi eleito deputado federal pelo Estado do Paraná por três mandatos e foi membro do Conselho de Ética e Decoro Parlamentar da Câmara dos Deputados. Foi secretário de Infraestrutura e Logística do Paraná, na gestão de Ratinho Junior.

## Vida pessoal e formação acadêmica
Filho de Nilson de Oliveira, é irmão do também político Marcelo Rangel. Começou sua vida profissional no rádio, até que prestou vestibular e cursou direito, formando-se na Universidade Estadual de Ponta Grossa, em 1994.

## Carreira política
Foi candidato a prefeitura de Ponta Grossa nas eleições de 2008, perdendo para Pedro Wosgrau Filho do PSDB.
Foi eleito deputado federal nas eleições de 2010, sendo reeleito nas eleições de 2014. Em março de 2016, anunciou sua saída do Partido Popular Socialista (PPS) e ingressou no PSD. Em 17 de abril de 2016, votou pela abertura do processo de impeachment de Dilma Rousseff. Em 14 de junho de 2016, votou a favor da cassação do Deputado Eduardo Cunha no comitê de ética da Câmara dos Deputados.
Foi reeleito à Câmara dos Deputados nas eleições de 2018. Com a eleição de Ratinho Junior (PSD) ao governo do Estado, Alex foi anunciado como secretário de Infraestrutura e Logística do Paraná, licenciando-se da Câmara dos Deputados. Ocupou a pasta de janeiro de 2019 a abril de 2022.